# NGC 3941
NGC 3941 est une galaxie lenticulaire  relativement rapprochée et située dans la constellation de la Grande Ourse. NGC 3941 a été découverte par l'astronome germano-britannique William Herschel en 1787.

## Caractéristiques
NGC 3941 présente une large raie HI.

### Distance
Sa vitesse par rapport au fond diffus cosmologique est de 1 192 ± 19 km/s, ce qui correspond à une distance de Hubble de 17,47 ± 1,25 Mpc (∼57 millions d'al).
À ce jour, neuf mesures non basées sur le décalage vers le rouge (redshift) donnent une distance de 11,816 ± 3,650 Mpc (∼38,5 millions d'al), ce qui est à l'extérieur des valeurs de la distance de Hubble. Puisque cette galaxie est relativement rapprochée du Groupe local, il est probable que cette valeur soit plus près de la distance réelle de NGC 3941. Notons que c'est avec la valeur moyenne des mesures indépendantes, lorsqu'elles existent, que la base de données NASA/IPAC calcule le diamètre d'une galaxie.

### Galaxie de Seyfert
NGC 3941 est une galaxie active de type Seyfert 2.

### Galaxie isolée ou paire de galaxies?
Selon la base de données NASA/IPAC, NGC 3941 est possiblement une galaxie du champ, c'est-à-dire qu'elle n'appartient pas à un amas ou un groupe et qu'elle est donc gravitationnellement isolée. Ce ne semble cependant pas être le cas, car selon Abraham Mahtessian, NGC 3930 et NGC 3941 forment une paire de galaxies.

## Trou noir supermassif
Selon les auteurs d'un article publié en 2012, la masse du trou noir supermassif au centre de NGC 3941 est de 26 millions de {\displaystyle M_{\odot }}. La connaissance de sa masse et de son taux d'accrétion permet d'estimer le taux de formation d'étoiles dans la région centrale des galaxies de type Seyfert. Ce taux pour cette galaxie serait à l'intérieur et à l'extérieur d'un rayon de 1 kpc respectivement de 0,010 {\displaystyle M_{\odot }}/an  et de 0,15 {\displaystyle M_{\odot }}/an.